# Joy Bryan
Joy Bryan  is een Amerikaanse pop- en jazzzangeres.
Joy Bryan, die afkomstig is uit New Castle (Indiana), werd aan de  westkust van de Verenigde Staten als zangeres bekend, nadat ze eind jaren vijftig meerdere platen opnam voor kleine labels als Mode Records. Ze zong popsongs, ballades en jazzstandards als "My Funny Valentine“, "These Foolish Things (Remind Me of You)“, "Old Devil Moon“ en "It Never Entered My Mind“ en was daarbij beïnvloed door Cool Jazz-zangeressen als June Christy en Chris Connor. In 1957 kwam haar debuutalbum Joy Bryan Sings, uit, een plaat die gearrangeerd was door Marty Paich. Ze werd hierop begeleid door West Coast Jazz-musici als Bob Enevoldsen, Herb Geller, Jack Sheldon, Red Mitchell en Mel Lewis. Na haar huwelijk met de Californische platenproducent Lester Koenig in 1961 trok ze zich terug uit de muziekbusiness. Haar laatste album uit 1961 (voor Contemporary) ontstond met een band rondom pianist Wynton Kelly.

## Discografie
- Joy Bryan Sings (Mode/VSOP, 1957)
- Make the Man Love Me (Contemporary, 1961)